# Lupinus brevicaulis
Lupinus brevicaulis är en ärtväxtart som beskrevs av Sereno Watson. Lupinus brevicaulis ingår i släktet lupiner, och familjen ärtväxter. Inga underarter finns listade i Catalogue of Life.